# 14:59
A 14:59 a Sugar Ray amerikai együttes harmadik albuma, amelyet 1999-ben adtak ki. Az album a 17. helyet szerezte meg a Billboard 200-as listán. A lemezzel a kommerszebb pop-rock stílusra tért át az együttes. Az album címe utalás a "15 perc hírnév" kifejezésre; az együttes kritikusai ugyanis gyakran vádolták ezzel a zenekar.

## Számok
1. "New Direction" – 0:47
2. "Every Morning" – 3:39
3. "Falls Apart" – 4:15
4. "Personal Space Invader" – 3:38
5. "Live & Direct" – 4:34
6. "Someday" – 4:03
7. "Aim for Me" – 2:20
8. "Ode to the Lonely Hearted" – 3:12
9. "Burning Dog" – 3:01
10. "Even Though" – 2:35
11. "Abracadabra" – 3:42
12. "Glory" – 3:26
13. "New Direction" – 1:17